# 乌韦·杜林
乌韦·杜林（德語：Uwe Dühring，1955年11月23日—），德国前男子赛艇运动员。他曾代表东德参加1980年夏季奥林匹克运动会赛艇比赛，获得男子八人单桨有舵手金牌。